# Peter Jekabsons
Peter Jekabsons, né en 1943 et décédé en 1990, est un peintre et astronome australien.

## Biographie
Le Centre des planètes mineures le crédite de la découverte de deux astéroïdes, effectuée entre 1980 et 1981, dont une collaboration avec Michael P. Candy.
L'astéroïde (3188) Jekabsons lui est dédié,.
En tant que peintre, il représente des sujets inspirés par des observations astronomiques. Plusieurs de ses œuvres sont exposées à l'observatoire de Perth.
| (3894) Williamcooke | 14 août 1980     |
| (3929) Carmelmaria  | 16 novembre 1981 |